# 易敏利
易敏利（1962年—），四川乐山人，汉族，中华人民共和国政治人物、第十一届全国人民代表大会四川地区代表。
毕业于西南财经大学经济学专业。加入民盟。任民盟四川省委副主委、西南财大MBA教育中心主任。2008年起担任全国人大代表。